# Reon Kadena
Reon Kadena (かでなれおん, Kadena Reon), även känd som Leon Kadena eller Minamo Kusano, född den 19 februari 1986, är en japansk modell och skådespelerska. Hon är en så kallad Japansk idol som blivit berömd främst för sina stora bröst och "oskyldiga" utseende.
Tidigare i sin karriär var hon nakenmodell, men allt eftersom kändisskapet växte slutade hon med detta och syns numera i kostymer, underkläder eller badkläder/bikini. Räknas därför även som en gravure idol.
Kadena är en av många japanska modeller som förekommer i TV-spelet Metal Gear Solid 3: Snake Eater. Hon syns nämligen på en affisch i spelet, i salongen till Graniny Gorki Lab.

## Filmografi
- Triple H (2004)
- Leon (2004)
- Girl's Desire (2004) - Även känd som 'Gravure Idol'
- Virginity (2005)
- Style (2005) - Även känd som 'Reon Style'
- Pîkan fûfu (2005)
- Make You Happy (2006)
- My Reflection (2006)
- Kami no Hidari Te, Akuma no Migi Te (God's Left Hand, Devil's Right Hand) (2006) - Skräckfilm regisserad av Shusuke Kaneko
- Memories (Champion Gold Selection) (2006)
- Dream Planet (2007)